# Willfried Penner

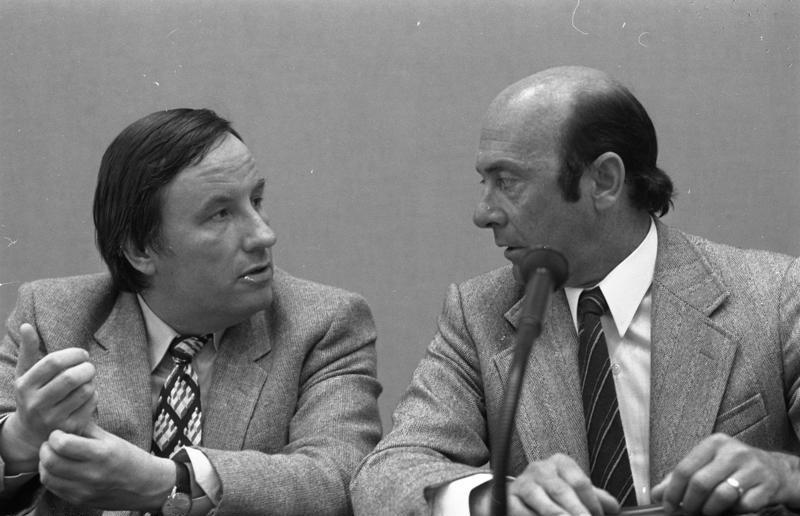
Willfried Penner (links) mit Manfred Wörner im Bundestags-Verteidigungsausschuss, 1980

Willfried Penner (* 25. Mai 1936 in Wuppertal) ist ein deutscher Politiker (SPD) und war von 2000 bis 2005 Wehrbeauftragter des Deutschen Bundestages.

## Leben und Beruf
Nach dem Abitur 1956 am Wilhelm-Dörpfeld-Gymnasium in Wuppertal absolvierte Penner ein Studium der Rechtswissenschaft an der Universität zu Köln, welches er 1960 mit dem ersten juristischen Staatsexamen beendete. Als Angehöriger des Weißen Jahrgangs unterlag er nicht der Wehrpflicht. 1962 wurde er mit der Dissertation Reichweite und Grenzen des § 349 Abs. 2 StPO zum Dr. jur. promoviert. Nach dem Referendariat (1961–1965) und zweitem juristischen Staatsexamen 1965 wurde er als Staatsanwalt in der Zentralen Stelle der Landesjustizverwaltungen zur Aufklärung nationalsozialistischer Verbrechen in Ludwigsburg tätig. Zuletzt war er Erster Staatsanwalt in Wuppertal.
Willfried Penner ist verwitwet und hat drei Kinder. 1986 erhielt er für seine Arbeit das Große Bundesverdienstkreuz. 2000 wurde ihm der Ehrenring der Stadt Wuppertal verliehen. Seit 2005 ist er Ehrenbürger der Stadt Wuppertal und seit 2007 Träger der Goldenen Schwebebahn.

## Partei
Penner ist seit 1966 Mitglied der SPD, in der er auch verschiedene Ämter, unter anderem als SPD-Vorsitzender in Wuppertal, bekleidete.

## Abgeordneter
Von 1972 bis 2000 war Penner Mitglied des Deutschen Bundestages. Hier war er von 1985 bis 1991 stellvertretender Vorsitzender der SPD-Bundestagsfraktion und Vorsitzender des Fraktionsarbeitskreises Inneres, Bildung und Sport. Von Januar 1995 bis Mai 2000 war er Vorsitzender des Innenausschusses des Deutschen Bundestages.
Penner war zuletzt (14. Wahlperiode 1998) mit 55,2 % der Stimmen direkt gewählter Abgeordneter des Wahlkreises Wuppertal II.

## Öffentliche Ämter
Nach der Bundestagswahl 1980 wurde er im November 1980 als Parlamentarischer Staatssekretär beim Bundesminister der Verteidigung in die von Bundeskanzler Helmut Schmidt geführte Bundesregierung berufen. Nach der Wahl von Helmut Kohl zum Bundeskanzler schied Penner zum 1. Oktober 1982 aus der Regierung aus.
Vom 11. Mai 2000 bis zum 14. April 2005 war er Wehrbeauftragter des Deutschen Bundestages.